# Scripps Center
Scripps Center – wieżowiec o wysokości 143 metry w Cincinnati, w stanie Ohio, w Stanach Zjednoczonych. Budynek został otwarty w 1990 i posiada 35 kondygnacji.